# Defileul Deda - Toplița
Defileul Deda - Toplița este o arie protejată de interes național ce corespunde categoriei a IV-a IUCN (rezervație naturală de tip mixt), situată în estul Transilvaniei, pe teritoriile județulor Harghita și Mureș. 

## Localizare
Rezervația naturală inclusă în Parcul Natural Defileul Mureșului Superior se află în nord-estul județului Mureș, pe teritoriile administrative al localităților Toplița, Stânceni, Lunca Bradului, Răstolița, și Deda fiind străbătută de drumul național DN15, care leagă municipiul Toplița de Reghin.

## Descriere
Rezervația naturală a fost declarată arie protejată prin Legea Nr.5 din 6 martie 2000, publicată în Monitorul Oficial al României, Nr.152 din 12 aprilie 2000 (privind aprobarea Planului de amenajare a teritoriului național - Secțiunea a III-a - zone protejate) și o suprafață de 6.000 ha.
Aria protejată este inclusă în situl de importanță comunitară - Defileul Mureșului Superior și reprezintă o zonă peisagistică (păduri de luncă, făgete, aninișuri și specii ierboase) încadrată în două bioregiuni (continentală și alpină) din estul Transilvaniei, pe cursul superior al Mureșului, între Munții Călimani și Gurghiu. 
Fauna rezervației este una diversificată, bogată în specii de mamifere, păsări, pești, reptile și amfibieni.

## Monumente și atracții turistice
În vecinătatea rezervației naturale se află câteva obiective de interes istoric, cultural și turistic; astfel:
- Peștera de mulaj "Căsoaia lui Ladaș" de lângă Androneasa.
- Biserica de lemn "Sf. Nicolae" din Răstolița, construcție secolul al XVIII-lea, monument istoric.

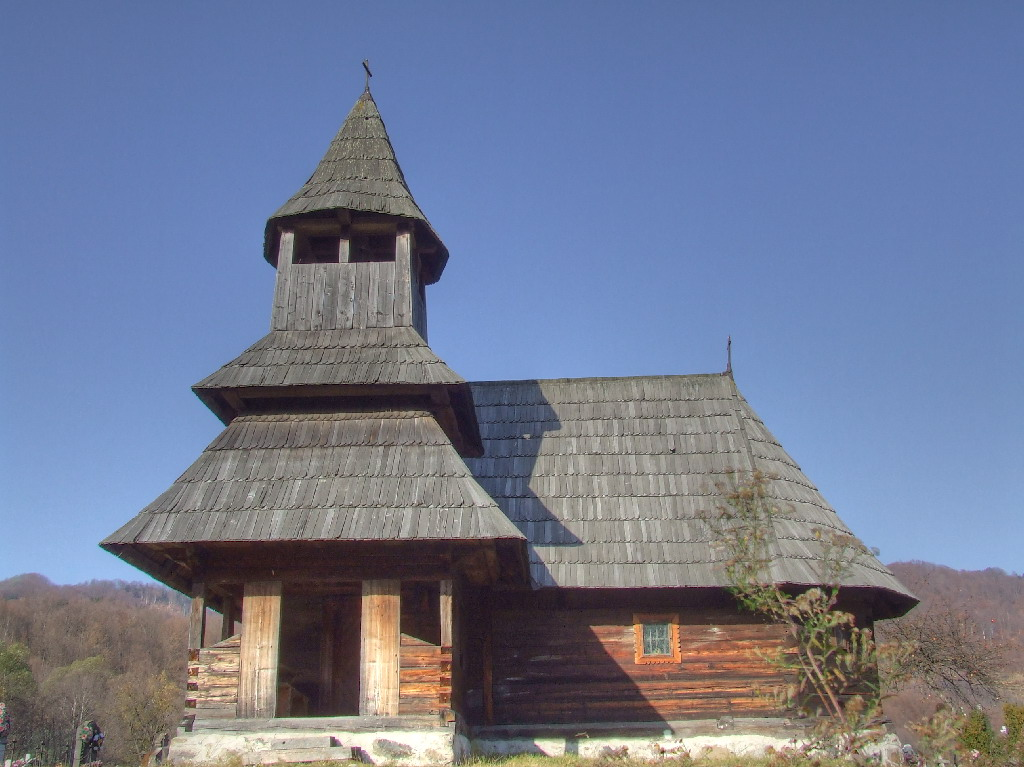
Biserica de lemn din Răstolița

- Mănăstirea de călugări de la Toplița construită în anul 1924 de către Miron Cristea. Mănăstirea adăpostește un muzeu cu colecții de carte veche bisericească, icoane vechi și obiecte de cult.
- Biserica de lemn a fostei mănăstiri "Pârâul Doamnei" din Moglănești, construcție 1710, monument istoric.
- Biserica ortodoxă "Sf. Arhangheli" din Toplița, construcție 1867, monument istoric.
- Biserica de lemn din Mănăstirea Toplița (Harghita)
- Biserica de lemn a mănăstirii "Sf. Ilie" din Stânceni strămutată în Toplița, construcție 1847, 1910, monument istoric.
- Arii protejate: Parcul Național Călimani, Parcul Natural Defileul Mureșului Superior, Cascada de apă termală Toplița, Rezervația Lacul Iezer din Călimani.